# Dziemiany Kaszubskie
Dziemiany Kaszubskie – przystanek kolejowy oraz ładownia publiczna w Dziemianach, w województwie pomorskim.
W roku 2017 przystanek obsługiwał 20–49 pasażerów na dobę.

## Położenie
Przystanek znajduje się przy drodze wojewódzkiej nr 235. Przez przystanek przebiega linia kolejowa nr 211.

## Pociągi
Obecnie przez stację Dziemiany Kaszubskie przejeżdżają tylko cztery pary pociągów osobowych relacji Chojnice-Kościerzyna i z powrotem, obsługiwane autobusem szynowym. Przez Dziemiany Kaszubskie przejeżdżają również pociągi towarowe.

## Infrastruktura
Budynek dworcowy pełni obecnie funkcje mieszkalną, a kasa biletowa znajduje się w sąsiedztwie przystanku. Na przystanku znajdują się dwa perony, każdy z jedną krawędzią peronową, z tym, że w użyciu jest tylko peron wyspowy.
Budynek dworca w roku 2015 został przekazany samorządowi gminnemu.